# The Danger Zone (film 1918)
The Danger Zone è un film muto del 1918 diretto da Frank Beal.

## Trama
Dopo essere stata abbandonata dall'amante Philip Whitney, Lola Dupre diventa una famosa cantante e sposa il ricco senatore Fitzmaurice. Il successo e la fama di Lola provocano un ritorno di fiamma in Philip, che ritorna da lei. Ma il disprezzo che gli dimostra la sua ex amante incattivisce Philip che minaccia di svelare la loro storia a meno che lei non gli dia del denaro e dei gioielli. L'uomo, intanto, si mette a corteggiare Marie, la figlia di primo letto del senatore, alla quale chiede di sposarlo benché lui continui a flirtare con Lola. Nella notte, Philip progetta di fuggire con la ragazza ma finisce per aggredire, insultandola, Lola, che segue nella sua stanza. La donna, per difendersi, lo pugnala. Poco dopo, Marie viene sorpresa mentre si trova china sul corpo. Creduta colpevole del delitto, è accusata dell'omicidio ma Lola si assume la propria responsabilità, confessando di essere lei l'autrice del delitto. Al processo, la sua dichiarazione che "l'onore di una donna è la sua vita", ottiene la clemenza dei giudici che la lasciano libera, così da permetterle di iniziare una nuova vita con il senatore.

## Produzione
Il film fu prodotto dalla Fox Film Corporation.

## Distribuzione
Distribuito dalla Fox Film Corporation, il film uscì nelle sale cinematografiche USA il 29 dicembre 1918.